# Широколиственный лес Булычёвского лесничества
Широколиственный лес Булычёвского лесничества — государственный природный заказник (комплексный) регионального (областного) значения Московской области, целью которого является сохранение ненарушенных природных комплексов, их компонентов в естественном состоянии; восстановление естественного состояния нарушенных природных комплексов, поддержание экологического баланса. Заказник предназначен для:
- сохранения и восстановления природных комплексов;
- сохранения местообитаний редких видов растений и животных;
- ведения мониторинга видов растений и животных, занесенных в Красную книгу Московской области;
- выполнения научно-исследовательских работ по изучению объектов особой охраны заказника.

Заказник основан в 1986 году. Местонахождение: Московская область, городской округ Чехов, сельское поселение Стремиловское, между деревнями Филипповское, Булычёво, Высоково и селом Стремилово, в 1 км к северо-западу от деревни Булычёво, примыкает к автодороге Дубна — Стремилово. Площадь заказника составляет 268,3 га. Заказник включает лесные кварталы 21 и 27 Булычевского участкового лесничества Подольского лесничества.

## Описание
Территория заказника располагается на западе Москворецко-Окской равнины в зоне распространения плоских и волнистых свежих и влажных моренных равнин. Абсолютные высоты в границах заказника изменяются от 182 метров над уровнем моря (в юго-западной части заказника) до 187 м над уровнем моря (в юго-восточной части заказника). Кровля дочетвертичных отложений местности представлена известняками среднего карбона.
Территория заказника занята плоской моренной равниной, сложенной суглинистой донской мореной, перекрытой покровными суглинками. Для поверхностей равнины характерно мозаичное чередование микроповышений и сырых понижений — западин и ложбин. Уклоны основных поверхностей составляют — 0—2°, местами — до 2—3°. Ширина неглубоких западин составляет 20—50 м. Вытянутые ложбины местами образуют сеть линейных понижений, перпендикулярных друг другу. Ширина днищ ложбин составляет 20-60 м. Наиболее крупные из них (шириной более 100 м) отмечаются в северной и западной части заказника.
Территория заказника располагается на междуречье рек Лопасни и Нары (бассейн реки Оки). Гидрологический сток в границах заказника имеет западное и юго-западное направления — в безымянные левые притоки реки Нары. В пределах крупных ложбин заказника постоянные водотоки отсутствуют.
Почвенный покров на возвышенных участках территории представлен преимущественно серыми почвами, образовавшимися под широколиственными массивами, местами — дерново-подзолистыми почвами. По микропонижениям образовались серые глеевые и дерново-подзолистые глеевые почвы. Под черноолыпаниками выделяются гумусово-глеевые почвы, в сырых днищах ложбин и западин — перегнойно-глеевые.

### Флора и растительность
Большая часть заказника занята высокоствольными березово-осиновыми, березовыми и осиновыми лесами с дубом, липой и вязом; меньшую площадь занимают редкостойные дубовые лещиновые леса, липняки волосистоосоковые, черноолынаники влажнотравные и еловые посадки. Небольшой луговой участок отведен под подкормочную площадку.
Широко распространены березово-осиновые разреженные (сомкнутость крон 0,5) широкотравные леса с заметной примесью дуба, реже липы в первом и втором ярусе, с подростом дуба, липы, рябины, реже клёна  платановидного и вяза голого, на отдельных участках — ели. Диаметр стволов березы — 33—50 см, осины — 34—45 см, дуба — 50—60 см. Во втором ярусе часто встречаются клен и вяз голый, изредка ели высотой 15—18 м. Среди старых дубов есть отмершие экземпляры и стволы с сухими вершинами. Кое-где отмечается яблоня лесная. В кустарниковом ярусе много лещины высотой до 5 м и более, также встречаются жимолость лесная, крушина ломкая, бересклет бородавчатый, калина. Травяной покров богат и разнообразен, доминируют здесь обычно осока волосистая, сныть обыкновенная, медуница неясная, реже — звездчатка жестколистная, лютик кашубский, чина весенняя, а также растут: копытень европейский, ландыш, костяника, зеленчук жёлтый, фиалки удивительная и собачья, грушанка круглолистная, майник двулистный, щитовник мужской, марьянник луговой, буквица лекарственная, коротконожка перистая, костер Бенекена, вейник тростниковидный, мятлик дубравный, перловник поникший, зверобой продырявленный, вероника дубравная, подмаренник мягкий, Черноголовка обыкновенная, ожика волосистая, осока бледноватая, земляника обыкновенная, герань лесная, ястребинка зонтичная, золотарник обыкновенный, на сыроватых участках — лапчатка прямостоячая, щучка дернистая, гравилат речной, сивец луговой, дудник лесной, осока лесная. Здесь в южной части заказника отмечена земляника мускусная, редкий и уязвимый вид, не включенный в Красную книгу Московской области, но нуждающийся на территории области в постоянном контроле и наблюдении. Моховой покров незначительный, представлен плеврозиумом Шребера.
В березово-осиновом лесу с липой и пологом из лещины, с можжевельником около 60 см высоты, подростом дуба и липы в травяном покрове доминируют: сныть, живучка ползучая, овсяница гигантская, гравилат речной, растут копытень европейский, земляника обыкновенная, коротконожка перистая, ожика волосистая, звездчатка жестколистная.
В березняке с лещиной волосистоосоковом с единичными старыми дубами растут ландыш, медуница неясная, живучка ползучая, звездчатка жестколистная, сныть, костяника, лютик кашубский, хвощ луговой, щитовник мужской, гравилат речной. Рядом расположен приспевающий березняк разнотравный с подростом из дуба (от 0,8 до 4 м высоты), осины, березы, липы, единичными молодыми кленами до 10 м высоты. В травяном покрове этого березняка отмечены многочисленные лугово-лесные и луговые виды растений: вейник наземный, буквица лекарственная, сивец луговой, манжетка, щавель кислый, подмаренник мягкий, купырь лесной, тысячелистник обыкновенный, овсяница красная, осока лесная, щучка дернистая, ежа сборная, бодяк разнолистный.
В северной половине заказника в старом осиннике с подростом липы (до 10 м высотой) и небольших дубков, густой полог образован из лещины обыкновенной. Его сомкнутость составляет 70—85 процентов. Проективное покрытие травяного яруса — 15—20 процентов; доминируют звездчатка жестколистная, ландыш майский, чина весенняя, хвощ лесной; растут сныть, коротконожка перистая, живучка ползучая, купырь лесной, Черноголовка обыкновенная, а также редкие и уязвимые виды, не включенные в Красную книгу Московской области, но нуждающиеся на территории области в постоянном контроле и наблюдении — гнездовка обыкновенная, пальчатокоренник Фукса и вид, занесенный в Красную книгу Московской области — подлесник европейский. Популяция небольшая, но полночленная, с плодоносящими экземплярами.
В ложбине развит сырой осинник с таволгой вязолистной и щучкой дернистой, зюзником европейским, гравилатом городским, пахучкой обыкновенной, вейником сероватым, с единичными дубами (диаметр ствола около 60 см) с лишайниками на его коре.
В южной половине заказника в старом осиннике с дубом, с доминированием сныти и осоки волосистой, где местами много коротконожки перистой, зеленчука жёлтого, медуницы неясной и хвоща лесного, встречается любка двулистная (редкий и уязвимый вид, не включенный в Красную книгу Московской области, но нуждающийся на территории области в постоянном контроле и наблюдении).
На месте старой вырубки в южной части заказника образовался участок редкостойного дубового лещинового леса, где лещина обыкновенная, растущая с немногочисленными высокоствольными дубами и единичными осинами, образует сомкнутый полог высотой до 6—8 м. В травяном покрове доминируют копытень, сныть, осока волосистая, реже встречаются коротконожка перистая, майник двулистный, вороний глаз четырёхлистный.
В центральной части заказника имеется липняк волосистоосоковый (диаметр стволов около 20 см) с отдельными старыми березами, осинами, дубами, единичными деревьями вязов гладкого и голого. В подросте много липы, меньше отмечено клёна и вяза голого; в кустарниковом ярусе — жимолость лесная.
В юго-западной краевой части заказника расположены старые приспевающие посадки ели мертвопокровные, местами с редким (около 5 процентов) травяным покровом из осок волосистой и пальчатой, копытня европейского и черники. Отмечено небольшое количество усохших деревьев. Высота елей 15—20 м, диаметр стволов до 25 см. На краю посадок сохранились старые дубы, диаметром 70—75 см.
В заказнике отмечены также небольшие участки молодых лесокультур ели. Сырые ложбины в лесу заняты зарослями ив ушастой, пепельной и пятитычинковой влажнотравными с доминированием таволги вязолистной, камыша лесного, местами осок острой и чёрной. Здесь также растут: вербейники обыкновенный и монетчатый, щучка дернистая, паслен сладко-горький, сабельник болотный, местами калужница болотная, подмаренник болотный, лютик ползучий, кочедыжник женский. Моховой покров встречается на небольших участках и представлен сфагновыми и зелеными (дикранум морщинистый, мниум) мхами.
К сырым ложбинам и западинам приурочены также и высокоствольные черноолынаники влажнотравные (диаметр стволов 27—45 см), местами с черемухой, с доминированием таволги вязолистной, осоки заостренной, местами — крапивы двудомной и камыша лесного, с участием вербейника обыкновенного, зюзника европейского, осок лисьей и чёрной, вейника сероватого, камыша лесного, скерды болотной, чистеца лесного, паслёна сладко-горького, и других видов.
В центральной части заказника участки таких черноолынаников соседствуют, местами смешиваясь на границе, со старовозрастным широколиственным лесом из дуба (диаметр 82—101 см), вяза голого и гладкого (диаметр стволов 28—33 см), единичных кленов (диаметр 36 см) и участков липняка. В подросте таких сообществ много клёна разной высоты (0,5—8 м), а также представителей всех широколиственных пород верхнего древесного яруса. Под разреженным подлеском из лещины доминируют виды дубравного широкотравья: пролесник многолетний, медуница неясная, зеленчук жёлтый, растут лютик кашубский, папоротники, будра плющевидная.
Почти в центре северной половины заказника находится поляна площадью около 1 га, приуроченная к крупной ложбине. Часть её, расположенная в днище, заросла ивняком, таволгой вязолистной, тростником, норичником шишковатым, лютиком ползучим, ситниками и другим видами влажнотравья. Более возвышенные и сухие участки поляны используются как подкормочная площадка, где проведен посев вики, овса и высажен топинамбур.

### Фауна
На территории заказника обитает не менее 42 видов позвоночных животных, в том числе два вида амфибий, 27 видов птиц и 13 видов млекопитающих.
Ввиду отсутствия в границах заказника сколько-нибудь значительных водоемов, ихтиофауна на его территории не представлена.
Основу фаунистического комплекса наземных позвоночных животных составляют виды, характерные для лиственных и смешанных лесов Нечернозёмного центра России. Синантропные виды отсутствуют, что говорит о высокой степени сохранности местообитаний.
На территории заказника выделяются две основных зоокомплекса (зооформации): лиственных и смешанных лесов и лугово-опушечных местообитаний. Зооформация водно-болотных местообитаний фактически не выражена. Преимущественно в лиственных лесах заказника встречаются следующие виды позвоночных животных: лесная куница, рыжая полевка, обыкновенная белка, малая лесная мышь большой пестрый дятел, желна, обыкновенная кукушка, зяблик, пеночка-теньковка, пеночка-весничка, пеночка-трещотка, славка-черноголовка, обыкновенный соловей, зарянка, чёрный дрозд, певчий дрозд, рябинник, иволга, мухоловка-пеструшка, обыкновенный поползень, большая синица, лазоревка, буроголовая гаичка, длиннохвостая синица, сойка. В более влажных участках леса довольно обычны травяные и остромордые лягушки.
Зооформация лугово-опушечных местообитаний играет не столь большую, но важную роль в поддержании биоразнообразия заказника. В основном этот тип животного населения связан с опушками и лесными полянами. Характерными обитателями луговых и опушечных комплексов заказника являются обыкновенный крот, тёмная полёвка, канюк, лесной конек, черноголовый щегол, сорока и некоторые другие виды. Именно по опушкам и полянам заказника обитают два редких вида насекомых: червонец непарный и обыкновенный пластинокрыл, из которых первый вид занесен в Красную книгу Московской области, а второй — является редким и уязвимым видом, не включенным в Красную книгу Московской области, но нуждающимся на территории области в постоянном контроле и наблюдении.
Также именно в этих местообитаниях на территории заказника встречается пустельга — редкий и уязвимый вид птиц, не включенный в Красную книгу Московской области, но нуждающийся на территории области в постоянном контроле и наблюдении.
Во всех типах природных сообществ заказника встречаются: обыкновенный еж, обыкновенная лисица, ласка, горностай, лось, кабан, заяц-беляк, ворон.

## Объекты особой охраны заказника
Охраняемые экосистемы: редкостойные дубовые лещиновые леса, липняки волосистоосоковые, широколиственные леса из дуба, вяза голого и гладкого с кленом широкотравные; мелколистные леса с дубом, липой и вязом широкотравные с лугово-лесными видами; черноолынаники влажнотравные.
Места произрастания и обитания охраняемых в Московской области, а также иных редких и уязвимых видов растений и животных, зафиксированных на территории заказника, перечисленных ниже.
Охраняемые в Московской области, а также иные редкие и уязвимые виды растений:
- виды, занесенные в Красную книгу Московской области: подлесник европейский;
- виды, являющиеся редкими и уязвимыми таксонами, не включенные в Красную книгу Московской области, но нуждающиеся на территории области в постоянном контроле и наблюдении: гнездовка обыкновенная, пальчатокоренник Фукса, любка двулистная, купальница европейская, земляника мускусная.

Охраняемые в Московской области, а также иные редкие и уязвимые виды животных:
- виды, занесенные в Красную книгу Московской области: червонец непарный;
- виды, являющиеся редкими и уязвимыми таксонами, не включенные в Красную книгу Московской области, но нуждающиеся на территории области в постоянном контроле и наблюдении: пустельга, пластинокрыл обыкновенный.